# Station Widzów Teklinów
Station Widzów Teklinów is een spoorwegstation in de Poolse plaats Widzów.